# Тома II Цариградски
Тома II Цариградски (грч. Θωμας; умро 15. новембра 669.) је био цариградски патријарх у периоду од 667. до 669. године. На том месту наследио је патријарха Петра. У смутним временима христолошких спорова био је православан по својој вери и учењу. 
Православна црква га спомиње 16. новембра. На месту цариградског патријарха наследио га је Јован V Цариградски.

## Живот
Мало се зна о његовом животу. Тома је био у служби патријаршије у којој је служио као писар, рефендар, канцелар Патријаршије. Тома је изабран за патријарха из ђаконата више од шест и по месеци после упокојења свог претходника, патријарха Петра. Његово посвећење је датовано на Велику суботу 665. године.
Дужина његове владавине као патријарха је неизвесна, јер се извори разликују по њеној дужини. Извори варирају од две године и седам месеци према Никифору, до три године код Теофана, до четири године и седам месеци на Леоглавијевом списку. 
Патријарх Тома је умро 669. године